# Харасавэйское газоконденсатное месторождение
Харасавэйское газоконденсатное месторождение — газовое месторождение расположенное на западном побережье полуострова Ямал севернее Бованенковского месторождения, преимущественно на суше полуострова и частично — в акватории Карского моря.
По размеру запасов газа относится к категории уникальных — 2 трлн  м³ (по сумме категорий С1 и С2). Проектный уровень добычи из сеноман-аптских залежей — 32 млрд  м³ газа в год.
Лицензия на разработку месторождения принадлежит ПАО «Газпром» и его дочерней компании «Газпром добыча Надым».
В марте 2019 года началось полномасштабное освоение месторождения. Первоочередным объектом освоения станут сеноман-аптские залежи месторождения. Начало добычи газа запланировано на 2023 год. В дальнейшем предполагается освоение более глубоких неоком-юрских залежей. Обустройством Харасавэйского месторождения, а также строительством трубопровода до Бованенково занимается АО «Газстройпром».
Был разработан проект создания производства сжиженного природного газа (СПГ) на базе месторождения, мощностью до 24 млн т СПГ в год.
В марте 2019 года президент Российской Федерации Владимир Путин дал старт реальному освоению месторождения. По оценкам специалистов, газа там хватит, чтобы добывать его до 2131 года.
10 июля 2023 года теплоход «Святитель Иннокентий» вышел из порта Архангельск с техгрузом для месторождения.